# Bisdom Kabgayi

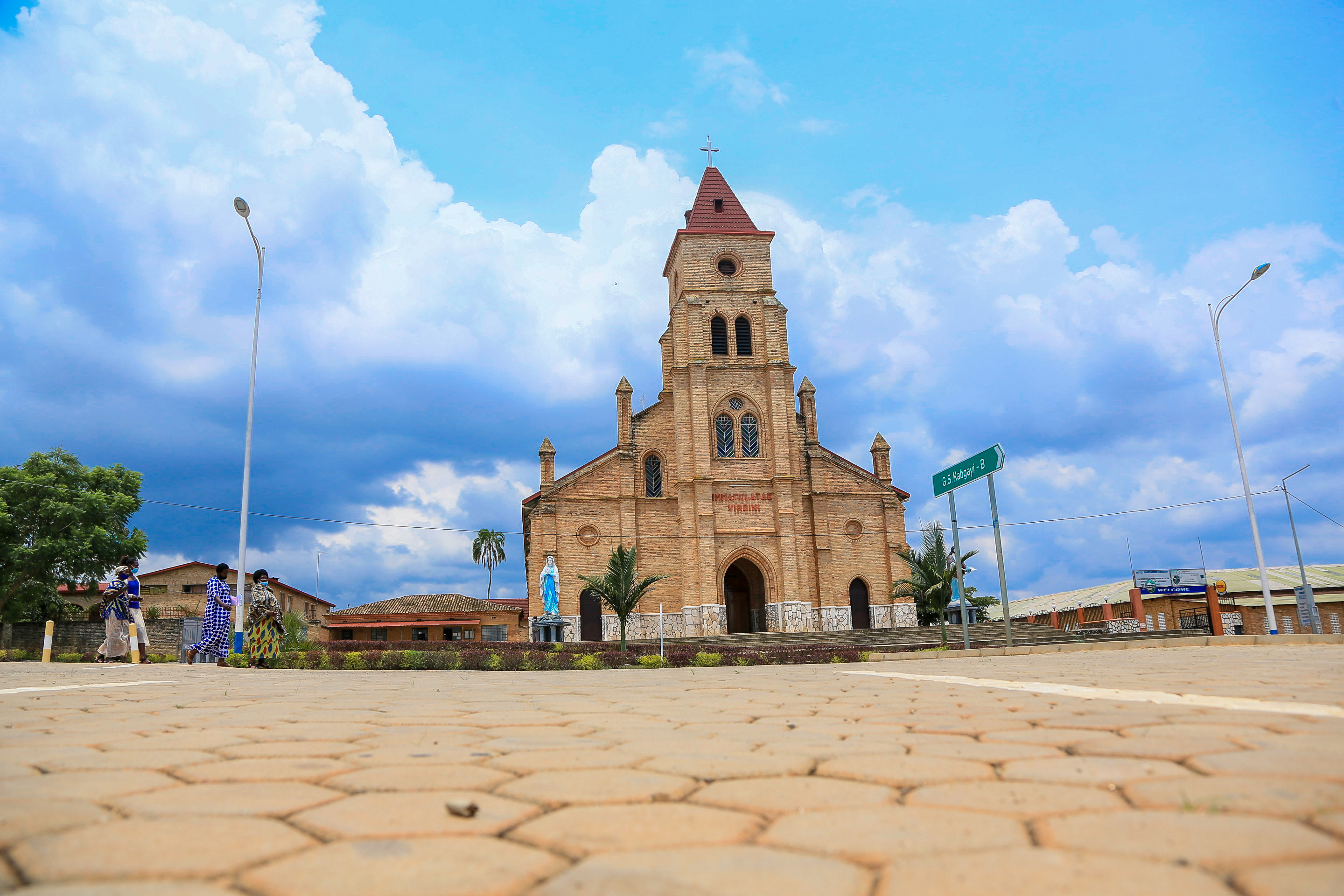
Kathedraal van Kabgayi

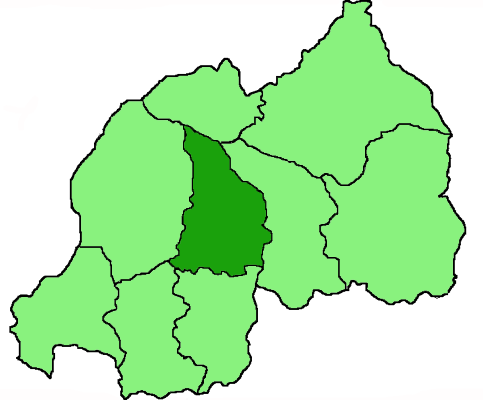
Het bisdom Kabgayi binnen Rwanda

Het bisdom Kabgayi (Latijn: Dioecesis Kabgayensis) is een rooms-katholiek bisdom met als zetel de plaats Kabgayi in Rwanda. Het bisdom is suffragaan aan het aartsbisdom Kigali. 

## Geschiedenis
Het bisdom werd opgericht op 25 april 1922, als het apostolisch vicariaat Ruanda, uit grondgebied van het apostolisch vicariaat Urundi en Kivu. Op 14 februari 1952 veranderde het van naam naar Kabgayi. Op 10 november 1959 werd het een metropolitaan aartsbisdom, waarna het op 10 april 1976 een bisdom werd onder het nieuw opgerichte aartsbisdom Kigali. 
Het bisdom verloor meermaals gebied door de oprichting van het apostolisch vicariaat Nyundo (1952), de bisdommen Ruhengeri (1960), Astrida (1961), Kibungo (1968), Byumba (1981), en het aartsbisdom Kigali (1976).

## Parochies
In 2019 telde het bisdom 29 parochies. Het bisdom had in 2019 een oppervlakte van 2.187 km2 en telde 1.076.153 inwoners waarvan 64,7% rooms-katholiek was.

## Bisschoppen
- Léon-Paul Classe (10 april 1922 - 31 januari 1945)
- Laurent-François Déprimoz (31 januari 1945 - 15 april 1955; coadjutor sinds 12 januari 1943)
- André Perraudin (19 december 1955 - 7 oktober 1989)
- Thaddée Nsengiyumva (7 oktober 1989 - 8 juni 1994; coadjutor sinds 18 november 1987)
- Anastase Mutabazi (13 maart 1996 - 10 december 2004)
- Smaragde Mbonyintege (21 januari 2006 - heden)

## Kathedraal
- Kathedrale Basiliek van Onze-Lieve-Vrouw Onbevlekt Ontvangen